# Tamati Coffey

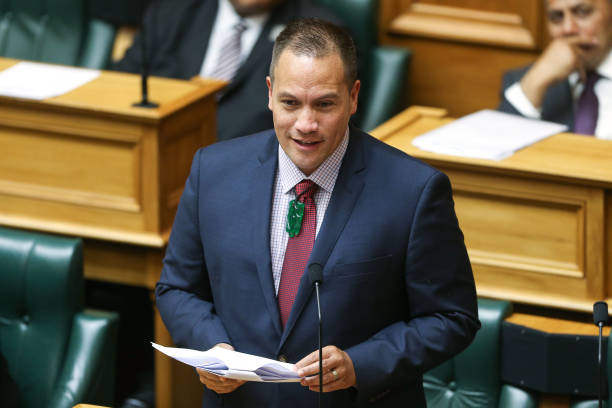
Tamati Coffey (2017)

Tamati Coffey (* 19. September 1979 in Lower Hutt) ist ein ehemaliger neuseeländischer Fernsehmoderator und ist seit 2017 als Abgeordneter des New Zealand House of Representatives für die New Zealand Labour Party tätig.

## Leben
Coffey besuchte das Onslow College in Lower Hutt und studierte anschließend Politikwissenschaften an der University of Auckland, wo er sein Studium 2003 mit Auszeichnung abschloss.
Er begann seine Fernsehkarriere als Fernsehmoderator im Jahr 2004 mit der Moderation des Kinderfernsehprogramms What Now? des Fernsehsenders TV one und war seitdem als Moderator in den unterschiedlichsten Fernsehprogrammen tätig (siehe Liste unten). Im Jahr 2013 gab er seine Vollzeitbeschäftigung auf, um sich mehr der Politik zu widmen zu können. Sein letzter Auftritt im neuseeländischen Fernsehen, über das er landesweit bekannt und sehr gemocht wurde, hatte er aber mit der Sendung Moving Out With Tamati im Jahr 2017.

## Politische Karriere
Coffey, der zwar auch nach eigener Aussage mit der Green Party of Aotearoa New Zealand und mit einzelnen Mitgliedern der Māori Party sympathisiert, sieht seine politische Heimat aber bei der Labour Party, für die er sich im Jahr 2014 als Kandidat für den Wahlbezirk Rotorua aufstellen ließ. Sein Ergebnis reichte seinerzeit nicht für einen Parlamentssitz und der Listenplatz Nummer 30 war auch nicht hoch genug für den Einzug ins Parlament. Zur General Election (Parlamentswahl) am 23. September 2017 kandidierte er für den Sitz des Māori Wahlkreises Waiariki und gewann. Seit dem 15. November 2017 ist er Mitglied im Komitee für Finanzen des Parlamentes und seit dem 24. Juli 2019 stellvertretender Vorsitzender im Komitee für Ökonomische Entwicklung, Wissenschaft und Innovation.

## Familie
Coffey ist seit 2011 mit Tim Smith verheiratet. Das gemeinsame Kind, das 2019 zu Welt kam, wurde von einer Leihmutter ausgetragen. Anekdotisch berichteten verschiedene Medien weltweit im August 2019 über den Fall, dass der neuseeländische Parlamentspräsident Trevor Mallard während einer Parlamentsdebatte kurzerhand das Kind von Tamati Coffey übernahm und ihm auf seinem Parlamentspräsidentensitz die Flasche gab.
Coffey und Smith betrieben zusammen eine Jazz- und Cocktail-Bar in Rotorua.

## Fernsehmoderationen
| Zeitraum  | Fernseh-Produktion       | Fernseh-Anstalt | Tätigkeiten                          |
| --------- | ------------------------ | --------------- | ------------------------------------ |
| 2004–2007 | What Now?                | TV one          | Moderator im Kinderfernsehprogramm   |
| 2006–2011 | Sparkle Friends          | Voice of Tamati | Sprecher in der Comic-Kinderserie    |
| 2007–2012 | Breakfast                | TV one          | Wettermoderation                     |
| 2009      | Dancing with the Stars   |                 | Moderation von fünf Sendungen        |
| 2011      | Intrepid Journeys        |                 | Moderation des Reisefernsehprogramms |
| 2012–2013 | New Zealand’s Got Talent | TV One          | Moderation der Fernsehsendung        |
| 2017      | Moving Out With Tamati   | TVNZ            | Moderation                           |
| ????      | 2 Kids Own Awards        | TV 2            | Moderation der Kindersendung         |

Quelle: NZonScreen